# Blega (plaats)
Blega is een bestuurslaag in het regentschap Bangkalan van de provincie Oost-Java, Indonesië. Blega telt 7313 inwoners (volkstelling 2010).